# Кад су Сремци кренули са те Фрушке горе
Кад су Сремци кренули са те Фрушке горе или Долазак Сремаца у Босну је популарна партизанска песма—корачница испјевана за вријеме Другог свјетског рата.
Партизан Ђорђе Газибарић Чиле из Добринаца, написао је прву верзију песме, непосредно после преласка сремских партизана у источну Босну.
Догађај о коме пјесма говори јесте прелазак бораца Срема у источну Босну ради успјешније заједничке борбе са босанским партизанским јединицама против непријатеља. Прво пребацивање сремских партизана преко реке Саве десило се у ноћи између 4. и 5. новембра 1942. године код семберског села Бродац. Касније су настављена пребацивања војвођанских бораца у Босну.
О овим данима говори и споменик Борцима Срема и источне Босне у селу Доња Трнова, општина Угљевик.

## Текст пјесме
Кад су Сремци кренули
са те Фрушке горе
па одоше за Босну
тамо да се боре.
Кад су стигли до Босне,
до те реке Саве,
угледаше Мајевицу,
брда јој се плаве.
Ој, ти Босно, поносна,
високих брегова,
ето теби у помоћ
Сремачких синова.
Да бијемо фашисте,
да их истерамо,
а кад Буде готово
кући се враћамо.
На Босну су, на Босну,
ударили Немци,
а не знају, а не знају,
да су тамо Сремци!